# Le Collège en folie
Pour plus de détails, voir Fiche technique et Distribution.
Le Collège en folie est un film français de Henri Lepage sorti en 1954.

## Fiche technique
- Titre : Le Collège en folie
- Réalisation : Henri Lepage
- Scénario et dialogues : Solange Térac
- Décors : Claude Bouxin
- Photographie : Willy Gricha
- Musique : Francis Lopez
- Montage : Jeannette Berton
- Son : René Longuet
- Société de production : Carmina Films
- Directeur de production : André Labrousse
- Pays :  France
- Format : Noir et blanc - 1,37:1 - 35 mm - Son mono
- Genre : Comédie
- Durée : 110 minutes
- Date de sortie : 
  - France : 16 juin 1954

## Distribution
- Rudy Hirigoyen : Rudy
- Nicole Courcel : Lydia
- Félix Oudart : Barbier
- Tania Fédor : la directrice
- Nicole Besnard
- Milly Mathis
- Gabriello
- Jacqueline Pierreux